# بيتر هاري كارستنسن
بيتر هاري كارستنسن (بالألمانية: Peter Harry Carstensen) (مواليد 12 مارس 1947 في إليزابيت-سوفين-كوغ، شلسفيغ هولشتاين)، سياسي ألماني ينتمي إلى الاتحاد الديمقراطي المسيحي (CDU). شغل في الفترة من 27 أبريل 2005 إلى 12 يونيو 2012 منصب رئيس وزراء ولاية شليسفيغ هولشتاين، كما شغل منصب رئيس البوندسرات في الفترة 2005/2006.

## روابط خارجية
- بيتر هاري كارستنسن على موقع مونزينجر (الألمانية)